# NGC 2523A
NGC 2523A је спирална галаксија у сазвежђу Жирафа која се налази на NGC листи објеката дубоког неба.
Деклинација објекта је + 74° 2' 53" а ректасцензија 8h 4m 8,4s. Привидна величина (магнитуда) објекта NGC 2523 износи 13,8 а фотографска магнитуда 14,5. NGC 2523A је још познат и под ознакама UGC 4166, MCG 12-8-24, CGCG 331-26, KUG 0758+741, PGC 22649.